# Oryzopsis purpurascens
Oryzopsis purpurascens är en gräsart som beskrevs av Eduard Hackel och Ove Wilhelm Paulsen. Oryzopsis purpurascens ingår i släktet Oryzopsis och familjen gräs. Inga underarter finns listade i Catalogue of Life.